# Ducati 848
Ducati 848 — це модель італійського спортивного мотоцикла виробництва Ducati із двигуном 849 см² L-twin. Був замінений на Ducati 749. Анонсований 6 листопада 2007 року як модель 2008 року і заміна 749, проте 848 модель вже була в списку сумісних за запчастинами моделей із 1098 кількома місяцями раніше. Таким чином секрет не вийшов. 848 видає 115.6 кВт на 10,000 об/хв (ОЗХ) і 62 Нм на 8,250 об/хв. Виробник оголосив вагу мотоцикла 168 кг, таким чином 848 став легшим за 1198 на 5 кг.